# 世界キューブ協会

世界キューブ協会ロゴ

世界キューブ協会（せかいきゅーぶきょうかい　World Cube Association、略称WCA）は、ルービックキューブを「より多くの国でより多くの大会を開催し、公平・公正な環境で多くの方とより楽しむこと」を理念としている非営利団体。

## 沿革
- 2004年：ロン・ファン・ブルーシェムやタイソン・マオらによって設立。

## 組織
各チーム・各委員会にはリーダーが1名おり、他複数の上級メンバーやコミュニティメンバーによって構成されている。

### 理事
- 理事長・議長：Bob Burton（アメリカ）
- 副議長・秘書官：Ethan Pride（オーストラリア）
- 副議長：Chris Wright（イギリス）
- 副議長：Henrik Buus Aagaard（デンマーク）
- 経理：James Molloy（イギリス）

### チーム
- コミュニケーションチーム（WCT）
  - 12名。
- 大会告知チーム（WCAT）
  - 9名。大会の承認や告知を行う。
- 運営補佐チーム（WEAT）
- マーケティングチーム（WMT）
- 競技結果チーム（WRT）
- ソフトウェアチーム（WST）

### 委員会
- 懲罰委員会（WDC）
  - 9名。他運営委員から大会規則の違反事例について報告を受け、理事に連絡する。
- 情報保護委員会（WDPC）
  - 3名。情報保護に関する事項を担当する。
- 倫理委員会（WEC）
  - 6名。
- 財務委員会（WFC）
  - 2名。会計を担当する。
- 品質保証委員会（WQAC）
- 規則委員会（WRC）
  - 8名。大会規則に関する事項を担当。
- 協議会（WAC）

## WCA代理人
WCA代理人は、各地域で開催されているWCA公式大会の運営を担い、WCAの目的・大会規則・精神に則って開催されているかを確認する責務を負う。11の各地域には代表となる上級代理人が1名おり、他に複数の代理人と代理人候補で構成している。表中の「人数」は、上級代理人・代理人・準代理人の総人数を示す。2020年7月時点。
| 地域                     | 人数 | 上級代理人                          | 国籍           |
| ------------------------ | ---- | ----------------------------------- | -------------- |
| アフリカ                 | 9    | Philippe Virouleau                  | フランス       |
| 東アジア                 | 16   | 董百强（Baiqiang Dong）             | 中国           |
| 日本                     | 6    | 鈴木洋平                            | 日本           |
| 東南アジア               | 17   | 廖艺畯（Leow Yi Jun）               | マレーシア     |
| 西アジア・南アジア       | 18   | Akash Rupela                        | インド         |
| 中央ユーラシア           | 13   | Serhii Koksharov（Сергій Кокшаров） | ウクライナ     |
| ヨーロッパ               | 41   | Laura Ohrndorf                      | ドイツ         |
| 北ヨーロッパ・バルト三国 | 15   | Henrik Buus Aagaard                 | デンマーク     |
| ラテンアメリカ           | 42   | Natán Riggenbach                    | ペルー         |
| オセアニア               | 10   | Edward Hollingdale                  | オーストラリア |
| アメリカ・カナダ         | 56   | Kit Clement                         | アメリカ合衆国 |

## 公式競技
WCAで記録が残る公式な競技・パズル一覧（名称はWCAが呼称しているもの）。
3×3×3 複数目隠しは単発のみ、それ以外の競技は単発、平均で記録が残る。
- 3×3×3 キューブ
- 2×2×2 キューブ
- 4×4×4 キューブ
- 5×5×5 キューブ
- 6×6×6 キューブ
- 7×7×7 キューブ
- 3×3×3 目隠し
- 3×3×3 最少手数
- 3×3×3 片手
- クロック
- メガミンクス
- ピラミンクス
- スキューブ
- スクエア 1
- 4×4×4 目隠し
- 5×5×5 目隠し
- 3×3×3 複数目隠し

## 地域団体
WCAに認定されている地域団体は以下の通り。
- オーストラリア：Speedcubing Australia
- オーストリア：CubingAT - Speedcubing Association Austria
- ベラルーシ：Speedcubing Federation
- カナダ：Canadian Cubing
- クロアチア：Speedcubing Hrvatska
- デンマーク：Dansk Speedcubing Forening
- エストニア：MTÜ Eesti Kuubik
- フランス：Association Française de Speedcubing
- アイルランド：Speedcubing Ireland
- イタリア：Cubing Italy
- 日本：日本ルービックキューブ協会
- カザフスタン：Kazakhstan Speedcubing Federation
- 韓国：Korea Cube Culture United
- マレーシア：Malaysia Cube Association

- オランダ：Speedcubing Nederland
- ニュージーランド：Speedcubing New Zealand
- ナイジェリア：Cubing Nigeria
- 北マケドニア：Macedonian Cubing Association
- ノルウェー：Norges kubeforbund
- パラグアイ：Club de SpeedCubing Paraguay
- フィリピン：Philippine Cubers Association
- ポーランド：Polskie Stowarzyszenie Speedcubingu
- ロシア：IPO Speedcubing Federation
- スロベニア：Rubik Club Slovenia
- スペイン：Asociación Española de Speedcubing
- スイス：Swisscubing
- イギリス：UK Cube Association
- アメリカ合衆国：CubingUSA